# Chittagongbadis
Chittagongbadis (Badis chittagongis) är en fiskart som beskrevs av Kullander och Ralf Britz 2002. Chittagongbadis ingår i släktet Badis och familjen Badidae. IUCN kategoriserar arten globalt som otillräckligt studerad. Inga underarter finns listade i Catalogue of Life.